# Вечерний Петербург
«Вечерний Петербург» — ежедневная новостная городская газета, выходившая с 1917 по 2015 гг.; возобновлена 1 сентября 2022 года под названием «Вечерний Санкт-Петербург», учредитель — Законодательное собрание Санкт-Петербурга. Освещала различные аспекты жизни города: вопросы власти, социальной защиты, народного образования, безопасности, окружающей среды, культуры и спорта. Выходила как на бумаге, так и в электронном виде пять дней в неделю с понедельника по пятницу. Ежедневные выпуски — 12 полос, пятничный — 32 полосы с телевизионной программой.
В сентябре 2015 года «Деловой Петербург» со ссылкой на источники в холдинге «Балтийская медиагруппа» Арама Габрелянова сообщил о закрытии газеты. Последний выпуск газеты вышел 12 октября 2015 года. С 27 мая 2016 года выходит газета «Вечерний Санкт-Петербург», которая (согласно официальному сайту) позиционирует себя как преемник газеты. Согласно другим данным, первый номер «Вечернего Санкт-Петербурга» вышел 13 февраля 2017 года.

## История
- В 1909—1910 годах существовала газета «Вечерний Петербург» (со 2 июля 1909 года, первоначально как вечернее приложение к «Новой газете», а 27 октября того же года — самостоятельно, по 13 февраля 1910 года).
- Современный «Вечерний Петербург» ведёт свою историю от вечерней газеты, издававшейся Петроградским Советом рабочих и солдатских депутатов — «Рабочий и солдат», первый номер которой вышел 17 (30) октября 1917[6].
- Преемницей «Рабочего и солдата» была «Красная газета (вечерний выпуск)»: 23 февраля 1918 г. — 11 апреля 1919 года.
- «Вечерняя Красная газета» — печатный орган Ленсовета в 1920-е — 1930-е годы. Её первый номер вышел 26 сентября 1922 года, а выпуск был прекращён 14 мая 1936 года.
- 14 декабря 1945 года вышел первый номер «Вечернего Ленинграда» — вечерней газеты, представлявшей Ленсовет[6]. С 27 августа по 6 сентября 1991 года выходила с подзаголовком «Санкт-Петербург».
- В 1963 году[7] редакция газеты разместилась в помещении нового здания по адресу набережная реки Фонтанки, дом 59[8], построенного трестом № 20 Главленинградстроя по проекту института «Ленпромстройпроект», архитектор С. И. Наймарк[7]. Здание назвали «Дом прессы», и в нём разместились также редакции газет «Ленинградская правда», «Смена», «Строительный рабочий», «Ленинские искры» и книжные редакции Лениздата[7].
- Первый номер «Вечернего Петербурга» вышел в свет 7 сентября 1991 года, на следующий день после принятия Президиумом Верховного Совета РСФСР указа о возвращении городу на Неве его первоначального названия. Однако в обращении к читателю, открывавшем тот номер, трижды подчеркнуто, что «Вечерний Петербург» является преемником газеты «Вечерний Ленинград». В ознаменование этого сохранялась сквозная нумерация газеты, а также признавались все обязательства перед подписчиками на «Вечерний Ленинград». Логотип названия сохранил своё начертание, с тем отличием, что слово «Вечерний» набрано красными буквами[5].
- Первый номер газеты «Вечерний Санкт-Петербург» вышел 13 февраля 2017 года[5].
- С 01.09.2022 по инициативе парламента Санкт-Петербурга (ЗАКСа) газета «Вечерний Санкт-Петербург» вновь начинает выходить в печатном виде тиражом 150 тыс. экз и будет раздаваться бесплатно. Обновлены сайт (https://vecherka-spb.ru/) и страницы в соцсетях. Жителей города с этим событием поздравили Председатель ЗАКСа Александр Бельский и Губернатор Санкт-Петербурга Александр Беглов:

Традиции нашей старой и любимой газеты, корректная подача материалов и истинный петербургский стиль будут сохранены. Это станет хорошим подарком для горожан, для ветеранов, которые многие десятилетия были её преданными читателями. Жители города любят «Вечерний Санкт-Петербург» за высокую культуру и гражданственность. В газете всегда работал сильный журналистский коллектив, а на её страницах публиковались актуальные и объективные материалы о жизни Северной столицы, яркие и оригинальные статьи по истории города.
С 01.09.2022 газета выходит каждый четверг, с октября по декабрь — по вторникам и четвергам, распространяется в государственных и социальных учреждениях,
в магазинах периодической печати, у станций метро, а также предусмотрена курьерская доставка.
В редакционной статье подчёркивается, что «Вечерний Санкт-Петербург» является преемником не только «Вечернего Ленинграда», но и «Вечерней Красной газеты»,
а ещё ранее — «Рабочего и солдата» (1917 год), а следовательно, в 2022 году празднует своё 105-летие.

## Приложения к газете
- «Здоровье»
- «Потребитель»
- «Наши права»

## Главные редакторы
- Соловьёв Владимир Б[10].
- Марков, Борис Александрович, 1962—1966 годы[11]
- Гуренков, Михаил Николаевич, 1966—1988 годы[12]
- Майоров, Валентин Викторович, 1988—1995 годы[13][14][15].
- Гронский Владимир, 1996—2001 годы[16]
- Угрюмов Владимир, 2001—2003 годы[17]
- Иванов Михаил, 2004—2006 годы[18]
- Миков Константин Викторович, 2006[19]
- Родиченко Надежда Викторовна, 2022 —[20]

## Награды и признание
- Почётная грамота Президиума Верховного совета Российской Федерации (11 января 1993 года) — за большие заслуги в формировании общественного мнения в поддержку демократических преобразований, высокопрофессиональное и активное освещение хода экономической реформы и в связи с 75-летием со дня основания[21].
- Почётный диплом Законодательного Собрания Санкт-Петербурга (17 октября 2007 года) — за выдающийся вклад в развитие культуры и социально-общественных отношений в Санкт-Петербурге и в связи с 90-летием со дня основания[22].
- В честь газеты 14 декабря 1997 года назван астероид 4962 Vecherka, открытый в 1973 году Т. М. Смирновой.

## Резонансные статьи
- «Окололитературный трутень» А. Ионин, Я. Лернер, М. Медведев, 29.11.1963.
- Подборка писем читателей в ответ на статью «Окололитературный трутень», 08.01.1964.